# 178 هـ
178 هـ هي سنة في التقويم الهجري امتدت مقابلةً في التقويم الميلادي بين سنتي 794 و795.

## وفيات
- المفضل